# Аббегастеркеттінг
Аббегастеркеттінг (нід. Abbegaasterketting, нід. вимова: [ˌɑ.bəˌɣaːs.tərˈkɛ.tɪŋ]) — селище в нідерландській провінції Фрисландія. Входить до муніципалітету Південно-Західна Фрисландія.